# سباق المغرب

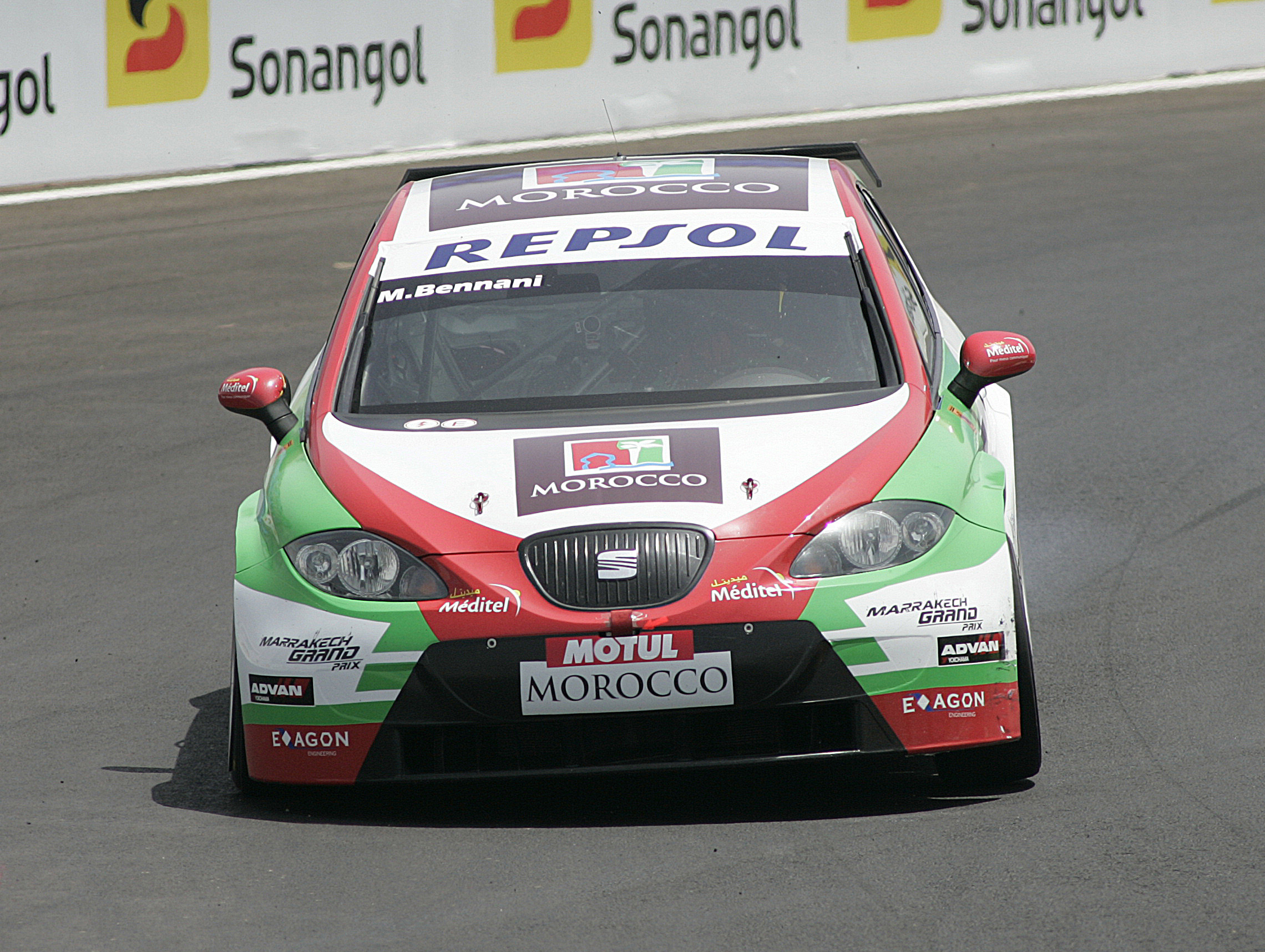

سباق المغرب (بالإنجليزية: Race of Morocco)‏ هو سباق بطولة العالم لسيارات السياحة. تم تنظيمها من 1 إلى 3 ماي 2009 في مدينة مراكش. كانت أكبر بطولة عالمية في السيارات تنظم في أفريقيا.

## الموقع الرسمي
- الموقع الرسمي لسباق المغرب www.marrakechgrandprix.com